# Merbau
Merbau (Intsia) ist eine Pflanzengattung in der Unterfamilie der Johannisbrotgewächse (Caesalpinioideae) innerhalb der Familie der Hülsenfrüchtler (Fabaceae).
Das sehr harte und glatte Holz mit dem Handelsnamen Merbau (Intsia spp., auch Kwila oder Borneo Teak) ist eine der wertvollsten, langlebigsten und gewinnbringendsten Tropenholzarten, deren natürliche Vorkommen in den meisten Ländern erschöpft sind.

## Beschreibung

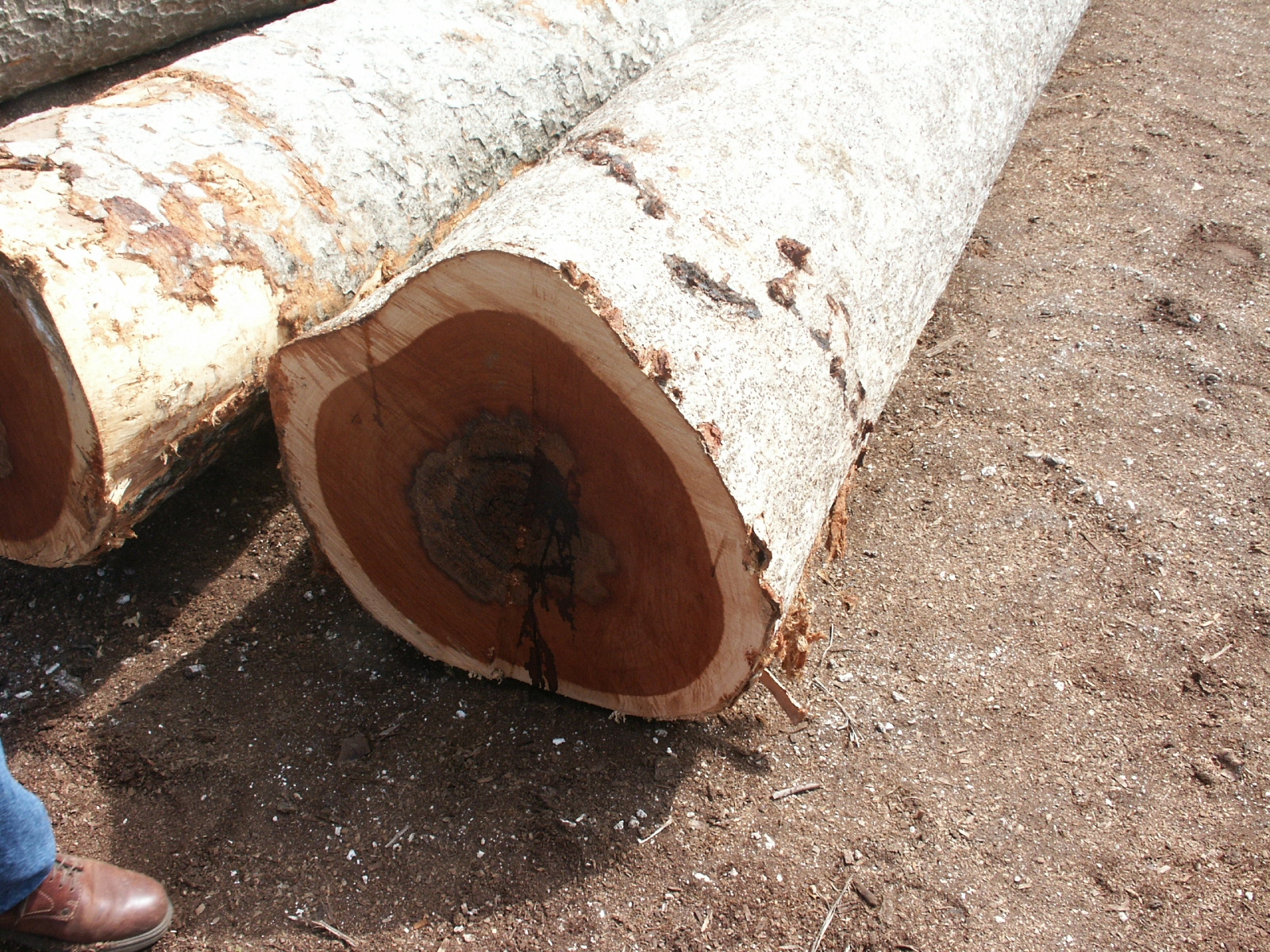
Stamm mit Borke und Holz von Intsia bijuga

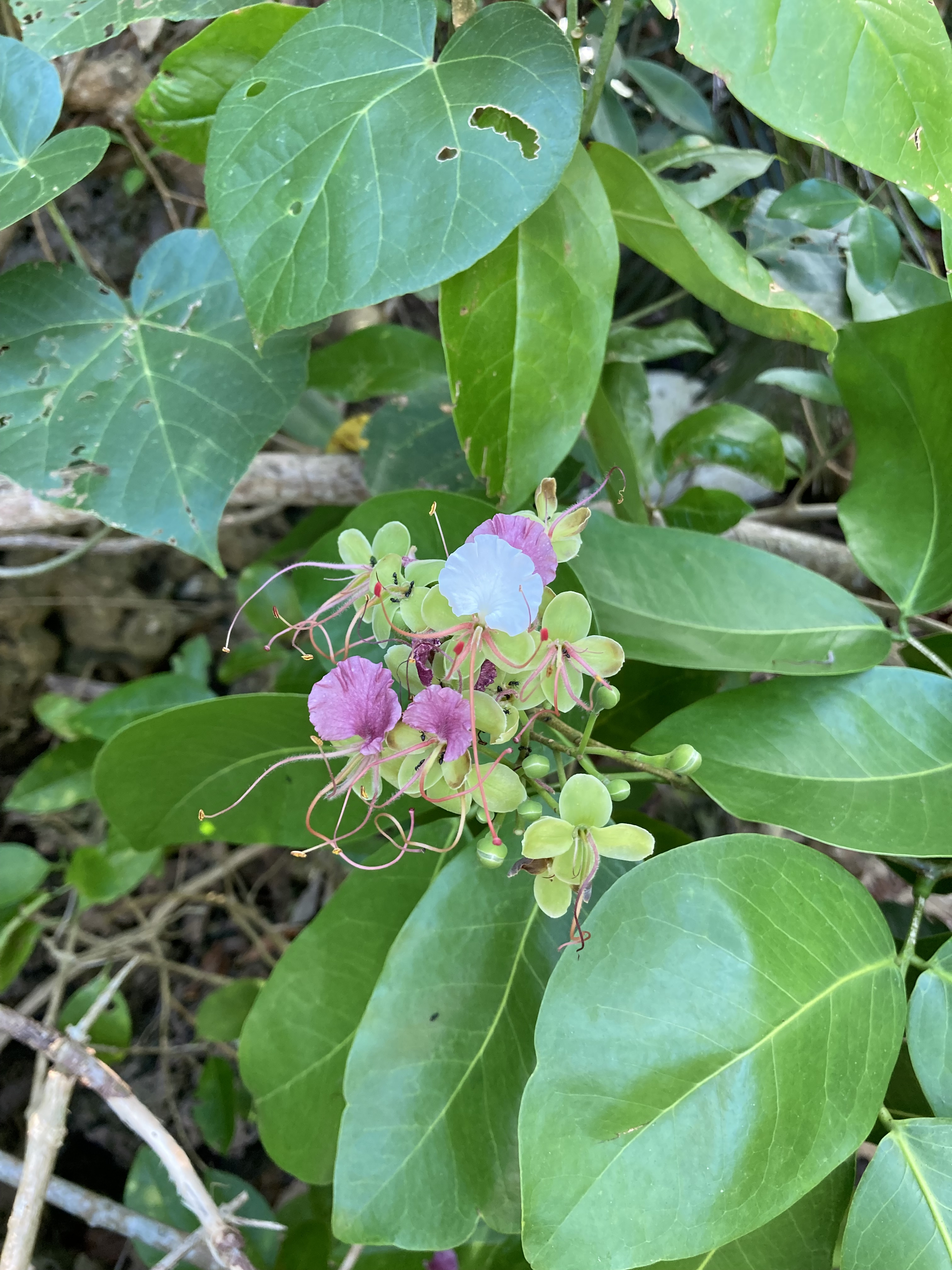
Blüten von Intsia bijuga

### Vegetative Merkmale
Intsia-Arten wachsen als ausladende, meist immergrüne Bäume mit breiter Basis und werden bis zu 50 Meter hoch. Typisch ist eine Wuchshöhe von 7 bis 25 Metern und ein Stammdurchmesser 0,8 bis 1,50 Metern. Die Stämme sind meist bis 15 Meter astfrei. Häufig sind hoch reichende Wurzelansätze (spannrückig) oder Brettwurzeln vorhanden.
Die Laubblätter sind paarig gefiedert und wechselständig mit nur wenigen Blättchen.

### Generative Merkmale
Die Blüten stehen in traubigen bis rispigen Blütenständen zusammen. Die Blütenstiele stehen an einem „Gelenk“ auf dem unteren Stielteil (Floriferis, Peduncle).
Die duftenden Blüten sind zwittrig mit doppelter Blütenhülle. Es ist nur ein großes, genageltes und weißes, rosafarbenes bis rötliches Kronblatt und vier grüne, große Kelchblätter vorhanden. Es ist ein becherförmiges Hypanthium ausgebildet. Es sind lange, fertile Staubblätter und Staminodien vorhanden. Das einzige mittel- bis oberständige Fruchtblatt ist gestielt, gynophor.
Die Hülsenfrüchte enthalten einige, flache Samen.

## Standorte und Gefährdung
Baumarten der Gattung Intsia gedeihen in feuchtheißem Klima. Jährliche Trockenzeiten werden toleriert. Typische Standorte sind küstennahe Regenwälder mit einem Jahresniederschlag 1500 bis 2300 mm angrenzend an Mangrovensümpfe, Flüsse und Überflutungsflächen, im Inland in Höhenlagen bis zu 600 Metern besonders auf Kalksteinböden und sogar auf Kalkfelsen. Durch intensive Abholzung sind in vielen Ländern nur noch wenige Baumexemplare an den natürlichen Standorten übrig geblieben, schon 1980 verschwand Intsia-Holz in diesen Ländern als Wirtschaftsgut. Größere natürliche Vorkommen existieren nur noch in unzugänglichen Regenwäldern Westneuguineas.
Die Gattung Intsia umfasst nur wenige Arten, die sich wenig unterscheiden. Die häufigsten Arten sind Intsia bijuga und Intsia palembanica. Merbau ist der Handelsname, Kwila lautet die Bezeichnung in Papua-Neuguinea. Auf Fidschi ist der Baum als Vesi bekannt. Intsia bijuga ist in der internationalen Roten Liste der IUCN wurde 2020 als NT = „Near Threatened“ = „potenziell gefährdet“. Die Bestände von Intsia palembanica nehmen fortlaufend ab und bei der IUCN wurde 2020 diese Art als NT = „Near Threatened“ = „potenziell gefährdet“ bewertet.

## Systematik
Die Gattung Intsia wurde 1806 durch Louis Marie Aubert Du Petit-Thouars in Genera nova Madagascariensia, secundum methodum jussiaenam disposita Seite 22 aufgestellt.
Die Gattung Intsia, nahe verwandt mit der in Afrika verbreiteten Gattung Afzelia (Doussié), kommt in Südostasien, im Pazifikraum und in Madagaskar vor.
Nach ILDIS waren nur zwei Arten mit zwei Subtaxa in der Gattung Intsia enthalten.
Nach GRIN 2007 sind drei Arten in der Gattung Intsia enthalten.:
- Intsia bijuga (Colebr.) Kuntze: Sie kommt auf Madagaskar, Sansibar, auf den Seychellen, in Indien, im südlichen Thailand, in Kambodscha, Vietnam, Myanmar, Malaysia, Indonesien, Taiwan, Papua-Neuguinea, auf den Philippinen, im nördlichen Queensland, in Fidschi, Neukaledonien, Samoa, Palau, Vanuatu, auf den Salomonen und in Mikronesien vor.[4]
- Intsia moelebei Veill.: Sie kommt nur in Neukaledonien vor.[4] Sie wird auch als Synonym von Intsia bijuga var. bijuga angesehen.[5]
- Intsia palembanica Miq.: Sie kommt in Thailand, im südlichen Myanmar, in Malaysia, Indonesien, Papua-Neuguinea, auf den Philippinen, Andamanen und Nikobaren vor.[4]

## Nutzung
Die Wachstumsrate ist nach anfänglich schnellem Wachstum gering. Das forstwirtschaftliche Erntealter (Umtriebszeit) beträgt 50 bis 60 Jahre, was eine sehr lange Zeit für Tropenholz ist. Die forstwirtschaftliche Effektivität ist daher fragwürdig. Mit 70 bis 80 Jahren sind die Baumexemplare ausgewachsen.
Das rotbraune Holz der Merbau-Arten, meist der Arten Intsia palembanica oder Intsia bijuga, ähnelt in Struktur, Eigenschaften und Farbe den Hölzern der Gattung Afzelia mit sehr harten und glatten Oberflächen. Die Rohdichte (bei 12 % Feuchtegehalt) liegt bei ca. 0,8 g/cm3. Es ist deutlich fester als Teakholz, härter als Eiche (Brinell-Härte 4–5 kp/mm²), hat ein sehr gutes Stehvermögen, geringe Schwindung und benötigt wie Afzelia und Teak keinen Schutz vor Insekten- oder Pilzbefall. Laut DIN 4076 Teil 1 hat es die Dauerhaftigkeitsklasse 1–2 (gut bis sehr gut). Das DIN-Kurzzeichen ist MEB. Die Färbung dunkelt durch Lichteinfluss leicht nach. Es ist eines der wertvollsten Hölzer in Südostasien.
Traditionell zum Hausbau verwendet, gewann das Merbau-Holz eine große kommerzielle Bedeutung. In den letzten Jahren wird es verstärkt für Türen, Fassaden und Bodenparkette verwendet, aber auch für Treppenstufen, Möbel, hochbelastbare Tische, Musikinstrumente, Furniere, Handläufe und als Konstruktionsholz für besondere Anforderungen. Auf den Philippinen ist es der Standard, mit dem die Haltbarkeit anderer Hölzer verglichen wird.
In Deutschland wird Merbau vor allem für die Herstellung von Holzfußböden verwendet. Die besondere Härte macht es auch für öffentliche und gewerblich genutzte Gebäude geeignet. Es kann auf Heizestrich und im Badezimmer verlegt werden. Merbau gehört zum Standardangebot im Parketthandel; dort werden allerdings auch Holznachbildungen „Merbau“ in Form von Laminat angeboten.
Beliebt war Merbau zur Herstellung von Eisenbahnschwellen. Es wurde beim Brückenbau oder zum Errichten von Strommasten eingesetzt.
Trotz der Artenvielfalt des tropischen Regenwaldes eignen sich nur wenige Holzarten zur Herstellung haltbarer Gegenstände, wie z. B. großer Kriegskanus, die von Generation zu Generation weitergegeben werden können und in schriftlosen Kulturen wie in Neuguinea der kulturellen Überlieferung dienen. Gegenstände aus Merbau überdauern im feuchtheißen tropischen Klima mehrere menschliche Generationen. Bei der Herstellung hochseetauglicher Kanus wurden im Südpazifik Rumpf, Masten und Steuerruder aus Merbau gefertigt. Auf den Salomonen wurde es als eine von vier Baumarten in einem landesweiten Programm für Viehzäune empfohlen. Spazierstöcke und Schnitzarbeiten werden aus dem Holz gemacht. Bekannt sind auch als Waffen verwendete Keulen.
Aus einem öligen Bestandteil von Holz und Rinde wird eine braune Tinte gewonnen. Das Öl der Samen ist ein mit Neemöl vergleichbares Insektenschutzmittel. Die Rinde wird zu Heilzwecken verwendet gegen Rheumatismus und Durchfall. Müttern wird nach der Entbindung ein Aufguss der Rinde gegeben. Rindensaft wird auf Fidschi gegen Erkältungen, Grippe und Knochenschmerzen gegeben. Gemischt mit anderen Pflanzensäften werden Zahnschmerzen behandelt.
Der Baum verbessert den Boden. Er verhindert Erosion (besonders an Buchten und Wasserwegen von Mangroven-Wäldern und Bodenerosion an Schluchten), bindet an den Wurzeln Stickstoff, hebt den pH-Wert durch Assimilation von Kalzium aus tieferen Bodenschichten und wird auch zur Wasserreinigung verwendet. Merbau dient einerseits als Schattenspender, andererseits auch als Windschutz. Er ist ein hübscher Parkbaum, kann aber auch sumpfige, kalkhaltige Küsten schützen. Nicht nur Bienen nutzen den Pollen. Auch im Lebenszyklus eines der größten Schmetterlinge der Erde, des Königin-Alexandra-Vogelfalters (Ornithoptera alexandrae), spielt er eine Rolle.
Der große, auffällige und langlebige Baum ist als Grenzmarkierung geeignet.
Auf Fidschi war der Baum früher heilig. Hauptmasten von Tempeln, heilige Kanus und Gongs waren aus Merbau. Härte und scheinbare Unzerstörbarkeit verkörperten bewunderte menschliche Qualitäten. Noch heute in Gebrauch befindliche Redewendungen mit dem Wort vesi verweisen auf Menschen von besonderer Geburt oder mit starkem Charakter („kaukauwa vaka na vuni vesi“ – stark wie der Vesi-Baum). Die Schale zum Servieren des geschätzten traditionellen Yagona-Getränks bei feierlichen Gelegenheiten wird daher aus Merbau gefertigt.

## Illegaler Handel

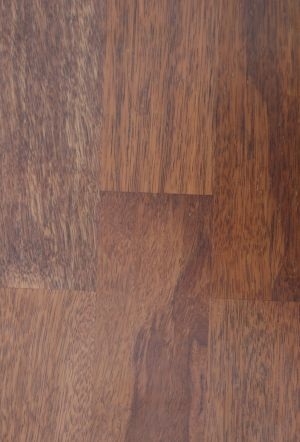
Merbau Parkett mit angeblichem FSC-Siegel aus einem deutschen Baumarkt

Der Großteil des international gehandelten Merbaus stammt aus illegalem Holzeinschlag in Westpapua, Indonesien. Es gibt praktisch kein Merbau mit FSC-Zertifizierung. Am Handel beteiligt sind die größten Firmen im Markt für Parkettholz: die deutsche Tarkett, Goodfellow (Kanada), Kahrs (Schweden), Armstrong World Industries (USA) und Junckers (Dänemark). Mit Beihilfe des indonesischen Militärs wird der letzte intakte Tropische Regenwald Asiens zerstört. Hauptabnehmerländer sind China und Japan. Für die Olympischen Spiele 2008 hat China ca. 300.000 m³ Merbau eingeführt.
Die Papuastämme, denen die Wälder gehören, bekommen – wenn überhaupt – höchstens US-$ 11 pro Kubikmeter Holz. Beim Verlassen Westneuguineas beträgt der Preis bereits $ 120. In China wird das Edelholz dann verarbeitet für $ 468 verkauft. In England oder USA kosten 26 m² Parkett (aus 1 Kubikmeter Holz) $ 2.288. Monatlich werden 300.000 m³ Merbau aus den Wäldern Westpapuas exportiert. Papua-Neuguineas Export betrug 2004 lediglich 11.000 m³, weniger als der Verbrauch der EU.
Nach dem ersten eia-Report von 2005, Stemming the Tide, beschlagnahmten indonesische Polizei und Militärs 400.000 m³ illegalen Holzes. Danach brach die chinesische Merbau-Zufuhr, die eigentlich aus Malaysia stammen sollte, zusammen. Die gewaltige internationale Gewinnspanne und das Gewohnheitsrecht des indonesischen Militärs auf Zuverdienst lassen den illegalen Holzeinschlag aber nicht zum Erliegen kommen, da die Strafen gering sind. Seit 2003 haben ausländische Journalisten zudem Einreiseverbot in Westpapua.
Die zwischen 2002 und 2005 beobachteten Holztransporte kamen aus den Distrikten Sorong, Manokwari, Fak Fak, Nabire und Serui. Zerstört wird der Lebensraum der traditionellen indigenen Völker Westpapuas, wie der Dani und Asmat. Selbst die äußerst abgelegen lebenden Fayu fühlen sich nicht mehr sicher.
Indonesien verhandelt seit Anfang 2006 mit anderen asiatischen Staaten mit dem Ziel, dass Merbau unter den Schutz des Washingtoner Artenschutz-Übereinkommens (CITES-Anhang III) gestellt wird. Eingeschränkt wäre dann der Handel mit ganzen Stämmen, Schnittholz und Furnieren. Eine Studie zum Verbrauch der Europäischen Union wurde 2006 vorgestellt. Bereits 1991 hatten die Niederlande vorgeschlagen, die Intsia-Arten unter CITES-Schutz (Anhang II) zu stellen. Malaysia und andere Staaten hatten dies aber verhindert.